# HD 149174
HD 149174，又名CD-4410964，SAO 226926、HR 6160，是一颗恒星，视星等为6.46，位于銀經338.62，銀緯1.56，其B1900.0坐标为赤經16h 27m 56.3s，赤緯-45° 1.56′ 59″。